# Emiliano Mascetti
Emiliano Mascetti (* 11. März 1943 in Como; † 6. April 2022) war ein italienischer Fußballspieler und -funktionär. Er wird insbesondere mit Hellas Verona assoziiert, wo er bis zur Ablösung durch Luca Toni 2015 Rekordtorschütze in der Serie A war und als Sportdirektor die Meistermannschaft 1985 verantwortete.

## Sportlicher Werdegang
Mascetti begann mit dem Fußballspielen bei der AS Como, wo er auch seine ersten Schritte im Erwachsenenbereich machte. 1965 ging er zum Pisa Sporting Club, der in die Serie B aufgestiegen war. Nach zwei Spielzeiten wechselte er zu Hellas Verona, wo er als Tabellenzweiter hinter der SSC Palermo gemeinsam mit seinem Pisaer Ex-Klub im Sommer 1968 in die Serie A aufstieg. 1973 wechselte er zur AC Turin, kehrte aber nach zwei Saisons nach Verona zurück, wo er 1980 seine aktive Laufbahn beendete.
Bei Hellas Verona erzielte er in 330 Pflichtspielen – zweitmeiste Spiele hinter Luigi Bernardi – 46 Tore, davon 35 in der Serie A. Dabei war er lange Zeit Mannschaftskapitän.
In den 1980er Jahren arbeitete Mascetti als Sportdirektor bei Hellas Verona. Mit den von ihm verpflichteten internationalen Stars Preben Elkjær Larsen und Hans-Peter Briegel holte der Klub 1985 erstmals den Scudetto, die italienische Meisterschaft. Später arbeitete er auch für die AS Rom und Atalanta Bergamo.